# Jeļena Rubļevska
Jeļena Rubļevska (Riga, 23 marzo 1976) è una pentatleta lettone.

## Palmarès
In carriera ha conseguito i seguenti risultati:
- Giochi olimpici:

Atene 2004: argento nell'individuale.
- Mondiali:

Pesaro 2000: bronzo nell'individuale.
Varsavia 2005: bronzo nell'individuale.
Kaohsiung 2013: argento nella staffetta mista.